# Вишняки (Бучанський район)
Вишняки́ — село в Україні, у Бородянській селищній громаді Бучанського району Київської області. До 2020 року село Вишняки разом з селами Майданівка та Язвинка входило до складу Майданівської сільської ради у колишньому Бородянському районі Київської області, нині ці ж села у складі Майданівського старостинського округу. Населення становить 14 осіб. 
Село Вишняки розташоване на відстані 3 км від колишнього адміністративного центру Майданівської сільської ради — села Майданівка.
В селі відсутні будь-які установи та заклади.
Під час повномасштабного вторгнення російських військ на Україну у лютому 2022 року у Вишняках зазнали значних руйнувань більшість приватних обійсть, будівель, знищено практично усі комунікації.